# Halowe Mistrzostwa Europy w Lekkoatletyce 2017 – trójskok kobiet
Trójskok kobiet – jedna z konkurencji technicznych rozgrywanych podczas halowych lekkoatletycznych mistrzostw Europy w hali Kombank Arena w Belgradzie.

## Terminarz
| Data    | Godzina |            |
| ------- | ------- | ---------- |
| 3 marca | 12:00   | Eliminacje |
| 4 marca | 17:50   | Finał      |

## Rezultaty
| NR – rekord kraju \| WL – najlepszy tegoroczny wynik na listach światowych \| EL - najlepszy tegoroczny wynik na listach europejskich |
| SB – najlepszy wynik w sezonie \| PB – rekord życiowy                                                                                 |

### Eliminacje
Awans: 16,60 m (Q) lub 8 najlepszych rezultatów (q).
Źródło: .
| Poz. | Zawodniczka             | Reprezentacja | Próby | Próby | Próby | Wynik | Uwagi |
| Poz. | Zawodniczka             | Reprezentacja | 1     | 2     | 3     | Wynik | Uwagi |
| ---- | ----------------------- | ------------- | ----- | ----- | ----- | ----- | ----- |
| 1.   | Jenny Elbe              | Niemcy        | 13,88 | 14,27 | –     | 14,27 | Q,    |
| 2.   | Kristin Gierisch        | Niemcy        | x     | 14,26 | –     | 14,26 | Q,    |
| 3.   | Ana Peleteiro           | Hiszpania     | x     | 13,90 | 14,20 | 14,20 | Q,    |
| 4.   | Kristiina Mäkelä        | Finlandia     | 14,01 | 14,18 | –     | 14,18 | Q,    |
| 5.   | Anna Jagaciak-Michalska | Polska        | 14,15 | –     | –     | 14,15 | Q,    |
| 6.   | Paraskiewi Papachristu  | Grecja        | 14,12 | –     | –     | 14,12 | Q     |
| 7.   | Patrícia Mamona         | Portugalia    | 13,80 | 13,75 | 14,03 | 14,03 | q     |
| 8.   | Susana Costa            | Portugalia    | 13,72 | 13,92 | 13,97 | 13,97 | q,    |
| 9.   | Jeanine Assani Issouf   | Francja       | 13,93 | 13,94 | 13,83 | 13,94 |       |
| 10.  | Irina Waskowskaja       | Białoruś      | 13,85 | x     | 13,79 | 13,85 |       |
| 11.  | Elena Andreea Panțuroiu | Rumunia       | 13,51 | 13,69 | 13,84 | 13,84 |       |
| 12.  | Dana Velďáková          | Słowacja      | x     | 13,44 | 13,72 | 13,72 | SB    |
| 13.  | Darija Derkacz          | Włochy        | 13,42 | 13,44 | 13,69 | 13,69 |       |
| 14.  | Merilyn Uudmäe          | Estonia       | 13,55 | 12,95 | 13,18 | 13,55 | PB    |
| 15.  | Cristina Bujin          | Rumunia       | 13,44 | x     | x     | 13,44 |       |
| 16.  | Rusłana Cychoćka        | Ukraina       | 12,71 | 13,31 | 13,05 | 13,31 |       |
| 17.  | Petra Koren             | Słowenia      | 13,26 | 12,17 | 11,47 | 13,26 |       |
| 18.  | Neele Eckhardt          | Niemcy        | 13,22 | x     | 11,84 | 13,22 |       |

### Finał
Źródło: .
| Poz. | Zawodniczka             | Reprezentacja | Próby | Próby | Próby | Próby | Próby | Próby | Wynik | Uwagi |
| Poz. | Zawodniczka             | Reprezentacja | 1     | 2     | 3     | 4     | 5     | 6     | Wynik | Uwagi |
| ---- | ----------------------- | ------------- | ----- | ----- | ----- | ----- | ----- | ----- | ----- | ----- |
| 01 ! | Kristin Gierisch        | Niemcy        | x     | 14,37 | x     | x     | x     | 13,91 | 14,37 | EL    |
| 02 ! | Patrícia Mamona         | Portugalia    | 14,24 | 14,25 | 14,29 | x     | 14,32 | 14,01 | 14,32 | SB    |
| 03 ! | Paraskiewi Papachristu  | Grecja        | 14,04 | 14,20 | 14,24 | 14,17 | x     | x     | 14,24 | SB    |
| 4.   | Anna Jagaciak-Michalska | Polska        | 13,82 | 13,92 | x     | 14,14 | 13,89 | 13,91 | 14,14 |       |
| 5.   | Ana Peleteiro           | Hiszpania     | 14,13 | x     | x     | 13,72 | 13,65 | x     | 14,13 |       |
| 6.   | Jenny Elbe              | Niemcy        | 14,12 | x     | 11,99 | 13,91 | 13,02 | x     | 14,12 |       |
| 7.   | Susana Costa            | Portugalia    | 13,83 | 13,99 | x     | 13,89 | 13,65 | 13,71 | 13,99 | PB    |
| 8.   | Kristiina Mäkelä        | Finlandia     | 13,56 | 13,70 | x     | 13,73 | 13,57 | 13,68 | 13,73 |       |